# Palacio del Valletu

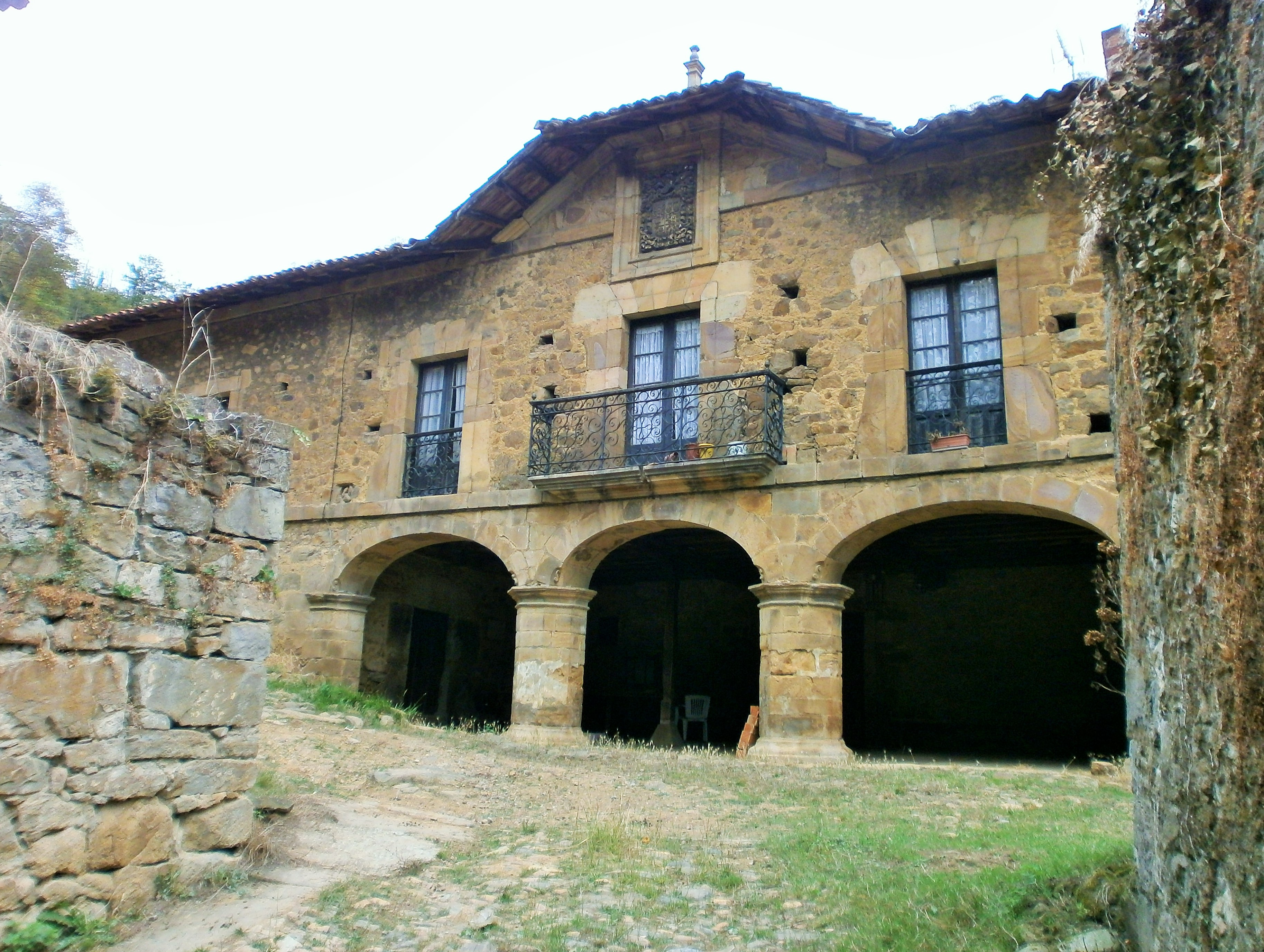
Fachada del Palacio del Valletu

El palacio de los Vázquez Prada o del Valletu es un palacio rural español localizado en Valdecuna (concejo de Mieres, Asturias). Es la casa solar de los Vázquez de Prada desde su construcción, permaneciendo en la familia hasta la actualidad. Es uno de los mejores exponentes de la arquitectura palacial barroca del concejo.
El palacio del Valletu está compuesto por un conjunto de edificios: el edificio propio del palacio, el lagar, cuadras, palomar, panera, casa de los caseros, fuente de piedra labrada.... 
La fachada principal, de gran originalidad, está abierta en su piso inferior por tres amplios arcos de carpanel apoyados en gruesos pilares. En la planta superior tiene 5 balcones, estando los 3 centrales sobre los arcos carpaneles de la planta baja. El alero central tiene forma de frontón para alojar el escudo que actúa de remate. Las fachadas sur y trasera están dominadas por una gran galería acristalada. La fachada norte tiene un pórtico de madera sobre pies de madera. La cubierta está rematada con 3 pináculos de piedra sobre las cumbreras. Se usan sillares en impostas, cornisas, encuadre de ventanas y balcones. 
La construcción principal es la casona del siglo XVI, de planta que se aproxima al rectángulo y divide en dos pisos. En la parte de atrás, la casa se adapta a las irregularidades del terreno.